# Asociación Portuguesa de Escritores
La Associação Portuguesa de Escritores (APE) MHIH • MHL es una asociación portuguesa fundada en 1973.

## Historia
En el trascurso de una asamblea de escritores realizada en 1970 en la Casa do Alentejo, en Lisboa, fue elegida una comisión de la que formaban parte, entre otros, José Carlos Ary de Santos, Fernando Assis Pacheco, Óscar Lopes, Vergílio Ferreira, Sophia de Mello Breyner Andresen, Fernando Enamora y Matilde Rosa Araújo. El gobierno de entonces, encabezado por Marcelo Caetano, prohibió que la institución utilizara para su designación el nombre de "Sociedad" para que no hubiera ninguna conexión con la extinta Sociedad Portuguesa de Escritores (SPE).
En 1972, resueltos algunos problemas burocráticos, el ministro de Educación y Ciencia, José Veiga Simão, homologó la creación de la APE, cuya escritura fue firmada el 13 de abril de 1973. Sophia de Mello Breyner Andresen fue elegida presidenta en la asamblea general, José Gomes Ferreira como presidente de la junta directiva y Faure de la Rosa como presidente del Consejo Fiscal. La asociación abrió delegaciones en Oporto y en Coímbra.
En 1979, la APE creó los Premios Revelaçao para ficción, poesía y ensayo. Tres años más tarde, nació el gran Premio de Romance y Novela de la APE, que se convirtió en el más importante galardón literario portugués. Entre los autores distinguidos se destacan nombres como José Cardoso Pires, el primer premiado, Agustina Bessa-Luís, Mário Cláudio, António Lobo Antunes, David Mourão Ferreira, Vergílio Ferreira, Maria Gabriela Llansol, Teolinda Gersão, João de Melo, Lídia Jorge y José Saramago.
A 5 de abril de 1984 fue hecha miembro honorario de la Orden del Infante D. Henrique y el 8 de noviembre de 1990 fue hecha miembro honorario de la Orden de la Libertad.

## Grandes Premios
En la década de 1990, la APE optó por crear Grandes Premios como:
- Grande Prémio de Poesia : Eugénio de Andrade, Natália Correia, Nuno Júdice e Ana Luísa Amaral, entre outros;
- Grande Prémio de Crónica : Maria Judite de Carvalho, Manuel Poppe, etc.;
- Grande Prémio de Ensaio : Paula Morão, Rosa Maria Goulart, etc.;
- Grande Prémio do Conto (o Grande Prémio de Conto Camilo Castelo Branco) : Mario de Carvalho, Maria Velho da Costa, Manuel Jorge Marmelo o Ndalu de Almeida.[2]
- Grande Prémio Vida Literária : José Saramago, Maria Velho da Costa, etc.
- Grande Prémio de Teatro de la APE/Ministerio de Cultura
- Gran Premio de Novela APE/IPLB